# Bătălia de la Chiraleș
Bătălia de la Chiraleș (în maghiară Kerlési csata sau Cserhalmi csata) reprezintă o ciocnire militară din anul 1068 care a avut ca protagoniști armata regelui maghiar Solomon pe de o parte și trupe de pecenegi de cealaltă parte. Lupta a avut loc lângă actuala localitate Chiraleș, județul Bistrița-Năsăud, România și reprezintă actul final al unui raid întreprins în Transilvania, Bihor (Regatul Ungariei) de către pecenegi în calitate de invadatori. Aceștia, odată ajunși în zona actualului oraș Oradea, s-au întors cu o pradă bogată, dar au fost atacați și învinși la Chiraleș de către trupele maghiare.
Pentru spațiul transilvănean, bătălia de la Chiraleș a avut drept consecință câștigarea în anii următori de către statul maghiar, a unei fâșii de teritoriu de la Chiraleș până în sud spre zona Sibiului.

## Preludiul

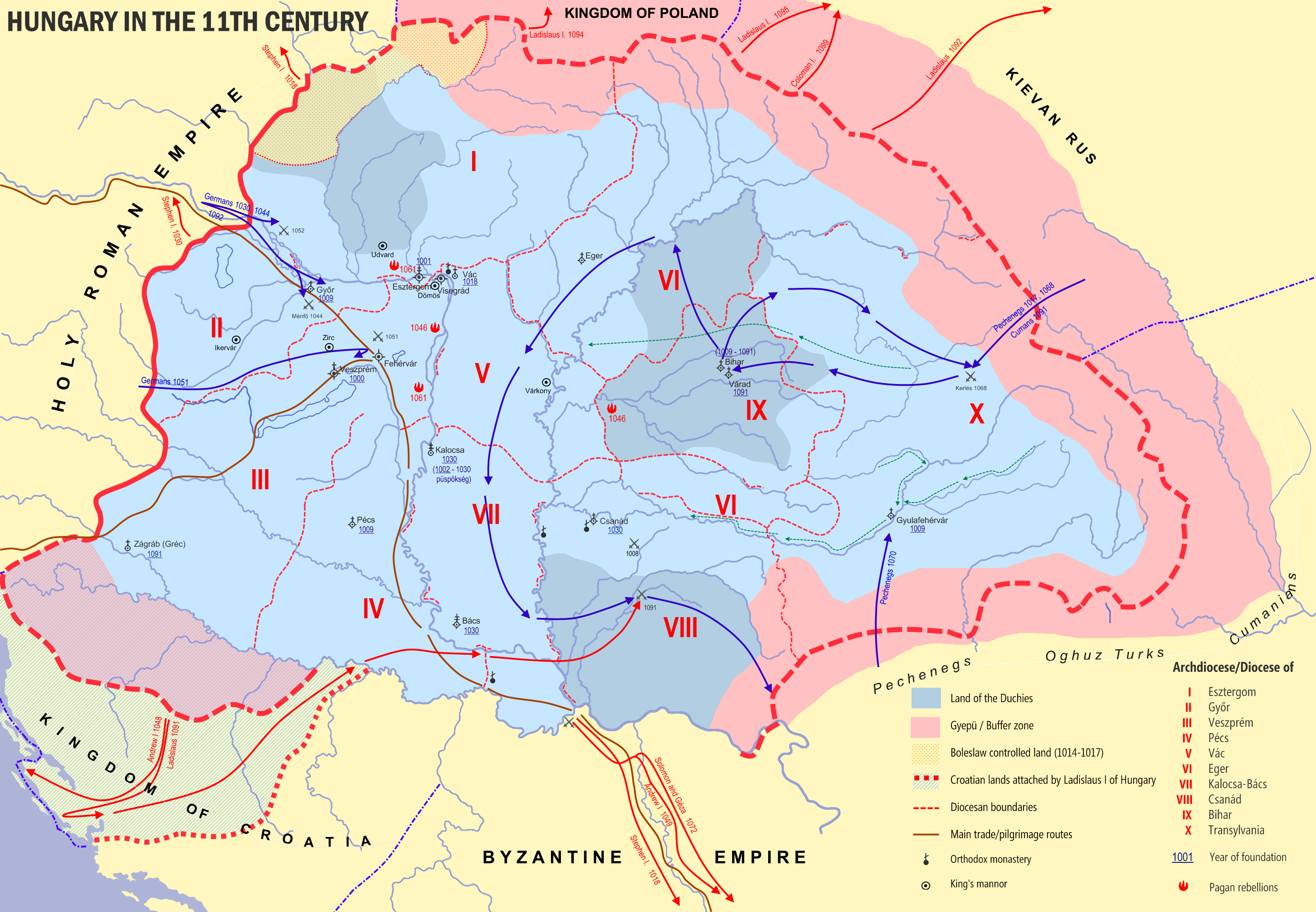
Regatul Ungariei în secolul al XI-lea, este reprezentat și raidul din 1068 terminat cu Bătălia de la Chiraleș

Sub conducerea pecenegului Osul (sau Oslu), triburile pecenege din Moldova și Transilvania au intrat în Regatul Ungariei (zona Transilvania, Sălaj, Bihor). Invadatorii au forțat Poarta Meseșului, au distrus întăriturile și au ajuns la cetatea Biharia pe care au asediat-o. A fost atacată și provincia Nirului (Nyírség). Prada de război a conținut și prizonieri, printre care fiica episcopului din Oradea.
La întoarcerea spre baza de plecare, invadatorii au fost atacați la Chiraleș de armata regelui maghiar Solomon. Transilvania nu era ocupată în întregime la acea dată și Chiraleș era foarte aproape de limita regatului ungar. Lângă această localitate se afla cetatea întărită Șirioara care a fost probabil distrusă printr-un puternic incendiu în urma acestei campanii.

## Bătălia

### Acțiunile militare

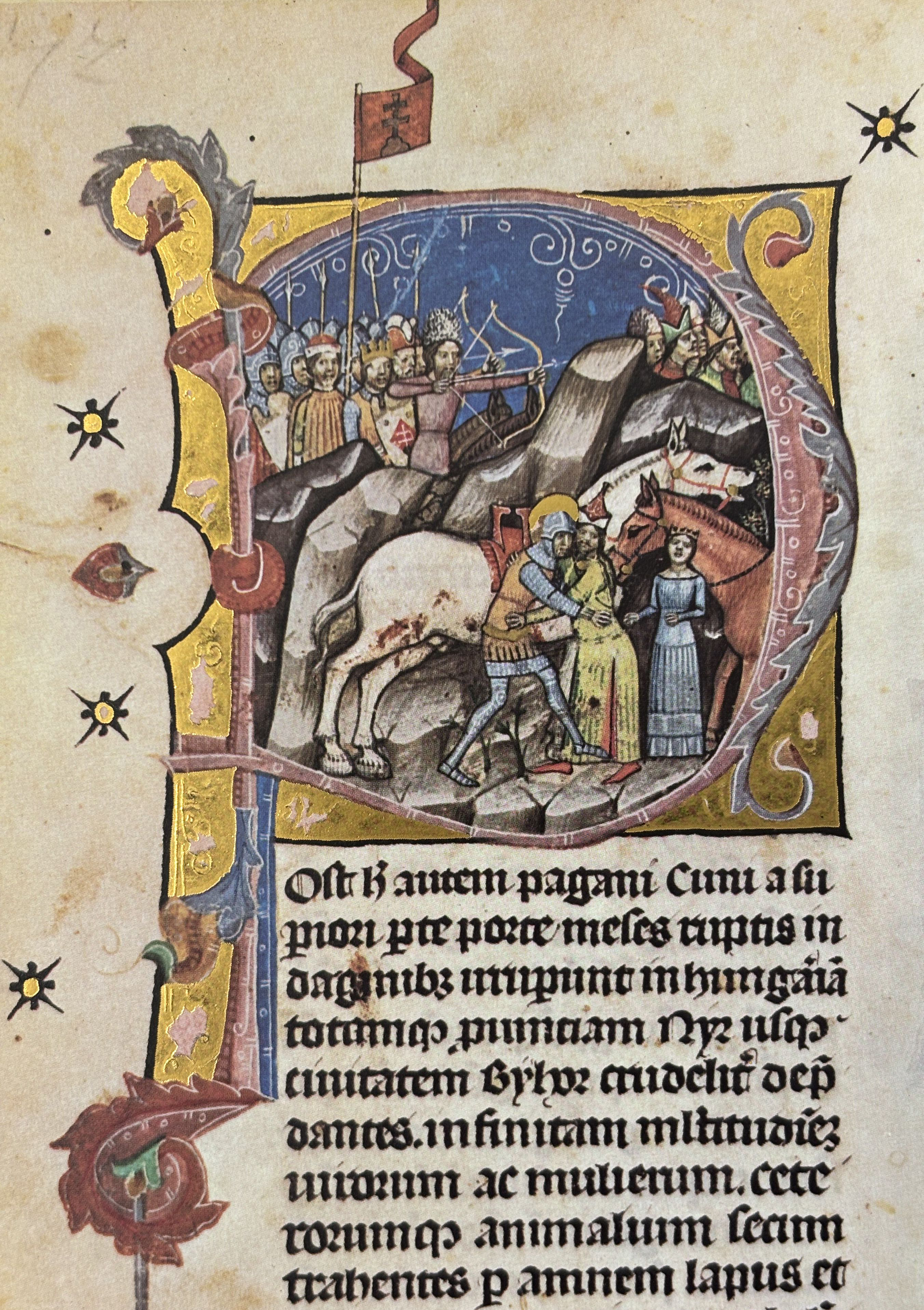
Reprezentare în Cronica pictată de la Viena a lui Ladislau în luptă cu inamicul cuman

Alertați de un spion care a urmărit pregătirile de război ale trupelor regelui la Oradea, invadatorii au considerat că pot face față unui atac și s-au regrupat pe dealul numit în maghiară Cserhalom (română Dâmbul cu stejari, latină Cherhelem), lângă Chiraleș. Ei au trimis la poalele dealului un corp de arcași pentru a opri atacul regelui dar care a fost dispersat ușor. În armata maghiară a participat la atac regele Solomon și verii acestuia, Géza și Ladislau – cei care mai târziu îl vor detrona. Bătălia desfășurată în continuare cu grosul trupelor s-a terminat cu victoria armatei ungare.
Alții au identificat că lupta de la Chiraleș a avut loc la mai puțin de 2 km mai spre vest, pe dealul cetății Șirioara. În apropierea cetății s-au găsit urmele unei așezări distruse odată cu cetatea.

### Beligeranții
Există dispute legate de identificarea celorlalți beligeranți: pecenegi, cumani, sau uzi.
Cronicarul Simon de Keza a amintit bătălia ca pe un conflict între maghiari și pecenegi, dar a plasat-o în timpul domniei lui Ladislau I și nesigur undeva după 1077. Cronica pictată de la Viena a amintit despre invazia cumanilor, iar câteva alte documente maghiare au consemnat această invazie cu obișnuita confuzie pecenegi/cumani și eventual uzi.
Într-o cronică rusească relativ târzie a Cnezatului Moscovei evenimentul a fost trecut cu o dată greșită, în 1059, iar invadatorii au fost identificați fiind cumani și români (Валахи). În orice caz, consensul printre istorici este că invadatorii din 1068 erau pecenegi și că acei autori medievali care au scris despre cumani au făcut o greșeală, dat fiind că numele etnic Cuni sub care erau menționați nu avea un sens foarte clar în cronicile latino-ungare.
Alexandru I. Gonța a remarcat că la acest raid au participat și trupe din Transilvania, fără să-i menționeze pe români.

### Localizarea

Dealul Cserhalom de lângă Țigău, locul bătăliei de la Chiraleș. Desen după natură de Székely Árpád (1861-1914)

Nu poate fi privită ca o certitudine istorică. Denumirea ei nu apare în gestele maghiare și în nicio altă cronică europeană timpurie. A apărut pentru prima dată în lucrarea lui Antonio Bonfini din anul 1485 (dată aproximativă) Rerum Ungaricarum decades, tipărită în anul 1543 la Basel. În aceasta Bonfini a afirmat: „Montem accolae Cherhelem appellant, quia sylvarum quasi domus esse videretur.” În lucrarea A magyar nemzet történelme („Istoria națiunii maghiare”), autorul a arătat că informația lui Bonfini se datorează unei identificări eronate și că răspândirea denumirii în mentalul colectiv se datorează, în primul rând, popularității eposului „Cserhalom” scris de poetul Mihály Vörösmarty în 1825, care la rândul lui a folosit ca sursă de inspirație și lucrarea lui Bonfini.
Simon de Keza a menționat denumirea „Kyrioleis”, iar Cronica pictată de la Viena „Kyrieleis” (identificate cu Cserhalom, după Bonfinius și Kérlés, după Timon).
Victor Spinei a menționat locul „lângă cetatea Dăbâca”. În limba română, numele satului ar putea proveni de la Chiraleisa (Kírie eléison), o formulă liturgică rostită de cei care însoțesc pe preotul creștin ortodox când acesta umblă cu sfințirea caselor, de sărbătoarea Botezului Domnului.

## Urmările

### Efectele
Pentru spațiul transilvănean, bătălia de la Chiraleș a avut drept consecință câștigarea în anii următori de către statul maghiar,  a unei fâșii de teritoriu de la Chiraleș până în sud spre zona Sibiului; aceste modificări teritoriale sunt marcate de mutarea sistemelor fortificate de tipul prisăcilor și a porților de frontieră, mai spre est. Totodată, după anul 1068, unele comunități de pecenegi încep să fie folosite ca „grăniceri” pentru supravegherea fortificațiilor respective, așa cum o atestă și toponimele derivate din numele acestei populații. Kurt Horedt consideră că există un raport de cauzalitate între apariția denumirilor ce atestă prezența prisăcilor supravegheate de colonii de pecenegi și etapele de cucerire a Transilvaniei de către regatul arpadian.

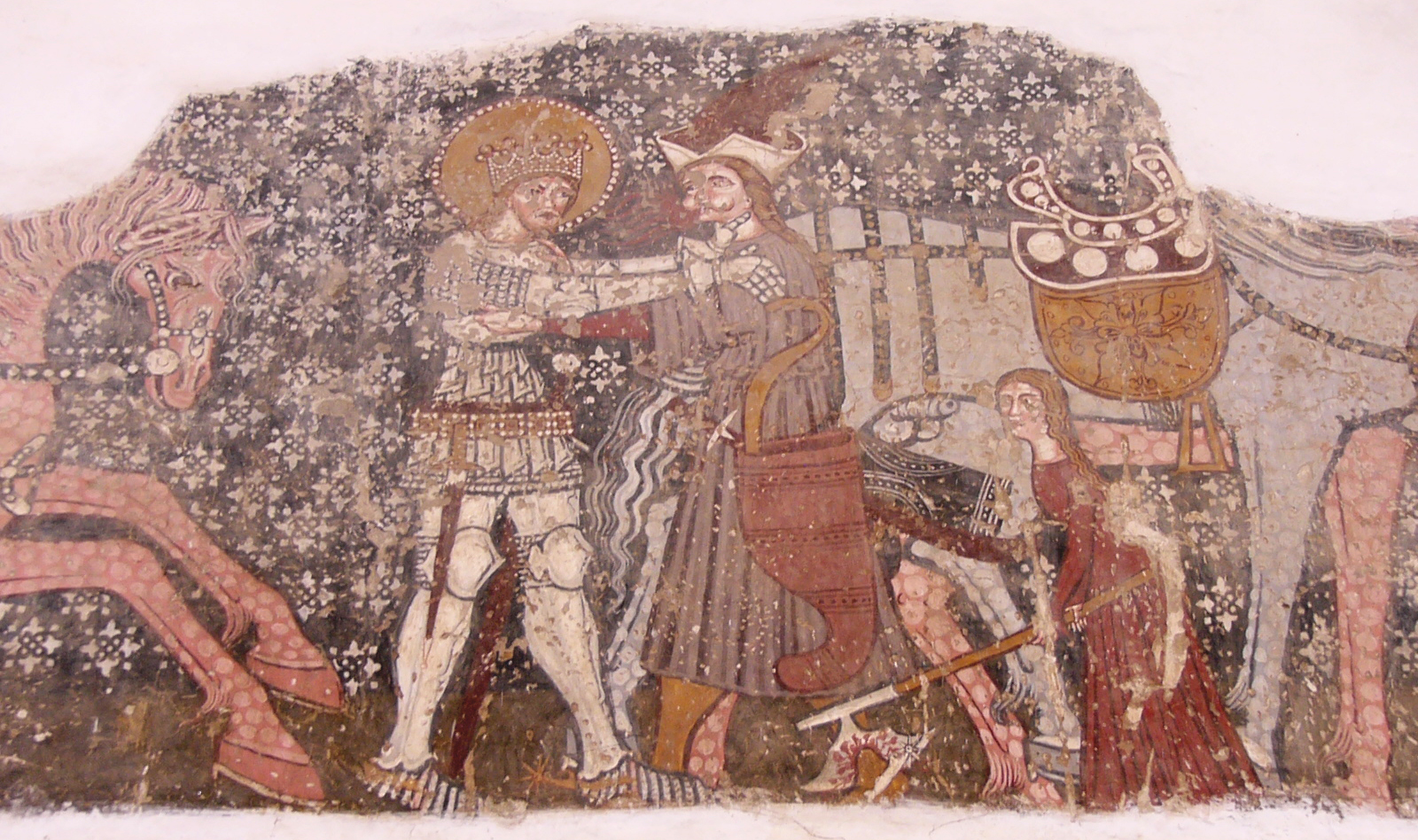
Lupta lui Ladislau cu inamicul cuman, frescă din Biserica fortificată din Dârjiu. Veșmintele cumanului sunt redate corect deși există ipoteza că era peceneg.

În 1192 Ladislau – vărul participant la bătălie al regelui Solomon va fi sanctificat, iar în jurul momentului participării acestuia la bătălie, va apărea o legendă.
Peste puțin timp însă, regele Solomon va fi detronat de verii săi și va merge în exil la cumani. Pentru a-și recăpata tronul, Solomon s-a căsătorit cu o prințesă cumană și a promis posesiunile sale din Transilvania în schimbul ajutorului militar cuman. Cumanii l-au ajutat inițiind mai multe expediții în Transilvania dar Solomon nu și-a mai recăpătat regatul.

### Reprezentările literare și artistice

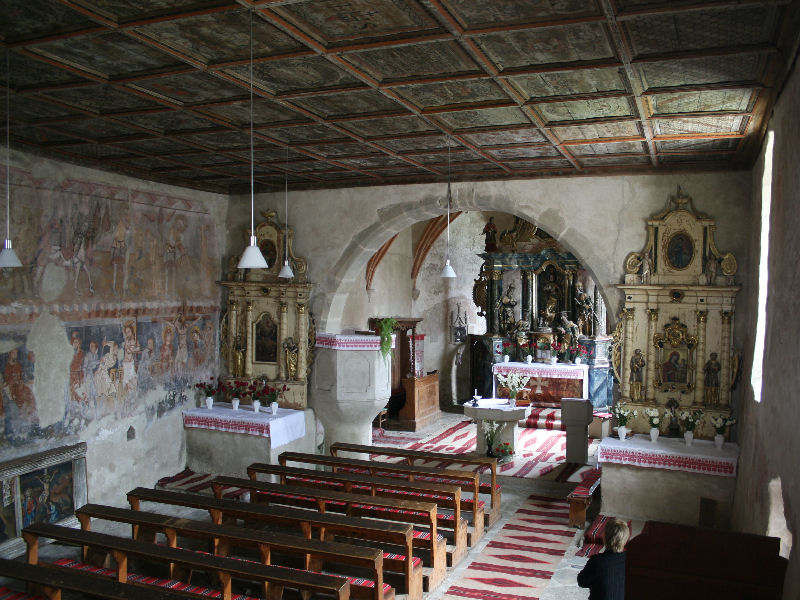
„Legenda Sfântului Ladislau”, frescă din Biserica romano-catolică din Ghelința

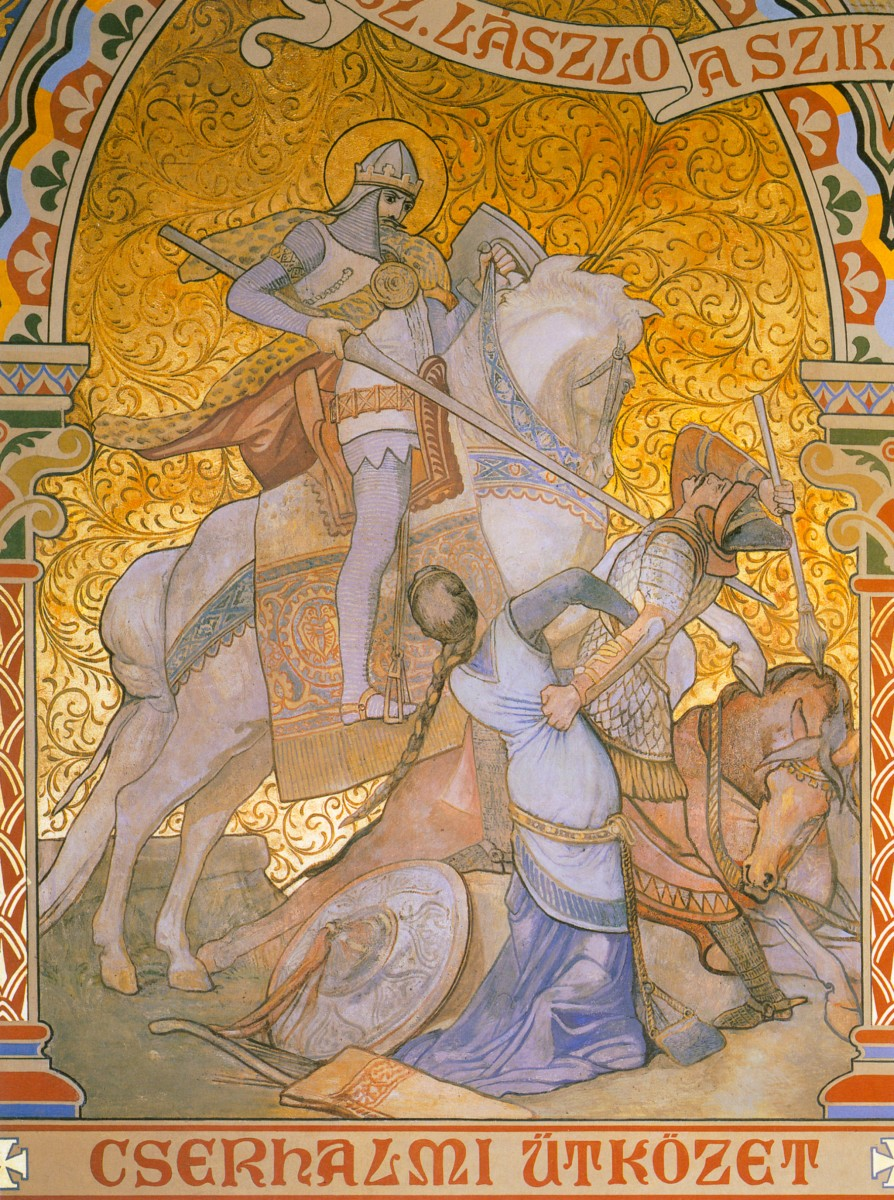
Lupta Sfântului Ladislau cu cumanul la Chiraleș (Biserica Mátyás, Budapesta)

Bătălia de la Chiraleș a reprezentat un motiv pentru apariția celei mai faimoase legendă despre ducele Ladislau, canonizat ca regele Sfântul Ladislau. Conform acestei legende, care, conține elemente din poveștile orientale anterioare venirii maghiarilor în Bazinul Carpatic, un războinic cuman a încercat să scape de pe câmpul de luptă, luând cu el o fată frumoasă din Nagyvárad (astăzi Oradea). Ducele Ladislau s-a luptat cu un acel cuman și, în ciuda faptului că a fost rănit, acesta l-a a ucis pe păgân. Legenda a fost pictată în multe biserici din Regatul Ungariei, din teritoriile de nord și sud-est (aflate în Slovacia și România actuală).
Legenda este cunoscută mai mult în cultura catolică, fiind un model al destinului femeii catolice.
La începutul secolului XIX (1825) scriitorul și dramaturgul romantic Mihály Vörösmarty a scris un poem epic intitulat „Cserhalom”, care a căpătat o mare popularitate.
În limba română, Bătălia de la Chiraleș este descrisă ficțional din perspectiva întâmplărilor și discuțiilor din tabăra învinșilor, în romanul Kyrie Lex al Flaviei Teoc (2009).

## In memoriam
În 1998 în localitatea năsăudeană Țigău de lângă Chiraleș a fost inaugurat un monument dedicat bătăliei. Acesta are 10 m înălțime, simbolizează un mâner de spadă și un scut frânt și a fost creat de către sculptorul Tibor Kolozsi, pe unul dintre versanții dealului pe care se află cimitirul reformat.